# Andy Richter
Paul Andrew "Andy" Richter (Grand Rapids, Michigan, 28 de outubro de 1966) é um ator e comediante de televisão estadunidense. Ele é conhecido por trabalhar como sidekick nos programas do também comediante Conan O'Brien.